# 菊地亞美
菊地亞美（日语：／ Kikuchi Ami，1990年9月5日—）是日本女藝人，暱稱是，北海道北見市出身，偶像團體Idoling!!!前成員，經紀公司是LesPros娛樂，2018年2月1日於事務所官網發表，與一般男性結婚。

## 電視劇
- 魚乾女又怎樣2（2010年7月7日、日本電視台）
- 新·警視廳搜查一課9係III 第9話（2011年8月31日、朝日電視台） - 出演 星川彩
- 道士美少女 第6話（2012年11月16日、東京電視台）
- 容疑者は8人の人気芸人（2015年4月18日、富士電視台） - 出演 本人
- 出租救世主 第7話（2016年11月20日、日本電視台） - 出演 清水星子

## 外部連結
- 菊地亞美的X（前Twitter）
- 菊地亞美的Instagram帳戶
- （日語） 菊地亜美官方部落格「Ami's garage」 （页面存档备份，存于）
- （日語） 菊地亜美官方網站